# Fașcivka, Pidvolociîsk
Fașcivka (în ucraineană Фащівка) este un sat în comuna Turivka din raionul Pidvolociîsk, regiunea Ternopil, Ucraina.

## Demografie
Componența lingvistică a localității Fașcivka
     Ucraineană (99,53%)
     Alte limbi (0,47%)
Conform recensământului din 2001, majoritatea populației localității Fașcivka era vorbitoare de ucraineană (99,53%), existând în minoritate și vorbitori de alte limbi.